# Erbusco
Erbusco es una localidad italiana de la región de Lombardía, al norte del país. Está enclavada en la comarca de Franciacorta, famosa por su producción de vinos espumosos de calidad. 
Según los registros, Erbusco tenía 7.465 habitantes en 2005. El término municipal abarca una superficie de 16 km² aproximadamente.

## Evolución demográfica
| Gráfica de evolución demográfica de Erbusco entre 1861 y 2001 |
|                                                               |
| Fuente ISTAT - elaboración gráfica de Wikipedia               |